# Philippe Forget (musicien)
Pour les articles homonymes, voir Forget.
Pour le germaniste, voir Philippe Forget.
Philippe Forget (né en 1970) est un chef d'orchestre, compositeur et auteur français, directeur artistique de la Scène d'Intérêt National ardéchoise Labeaume en Musiques.

## Biographie

### Parcours
Chef d'orchestre et de chœur, compositeur, auteur, administrateur, Philippe Forget est passionné par le théâtre et par la voix,.
Né le 23 avril 1970 à Eaubonne, il étudie le basson, le chant, la direction de chœur et la direction d'orchestre, auprès notamment de Wolfgang Harrer à l’Académie austro-hongroise de Budapest.
Il est le fondateur de l’Orchestre régional des Jeunes de Bourgogne, qu'il dirige, et est l'invité de l'Opéra National de Lyon,,, de l'Opéra National de Bordeaux,, du Thessaloniki State Symphony Orchestra, du City Chamber Orchestra of Hong Kong, de l'Hudson Valley Philharmonic Orchestra, de l'Orquestra Sinfônica Sao Paulo/Campinas, de l'Orchestre National de Lorraine, de l'Orchestre National de Lyon, de l'Orchestre Lamoureux, de la Camerata de Bourgogne, de l'Orchestre Régional Bayonne-Côte Basque.
Depuis 2014, il est directeur musical du Chœur national des jeunes.
Depuis janvier 2020, il est artiste associé auprès de l'Opéra de Limoges.
Ses collaborations lui permettent de travailler avec les metteurs en scène Yoshi Oida (Terres et Cendres/Combier),, Laurent Pelly (Contes d'Hoffmann/Offenbach), Dominique Pitoiset (The Man who mistook his wife for a hat/Nyman), Jean Lacornerie (The Tender Land/Copland, Roméo et Juliette/Blacher), Richard Brunel (In the Penal Colony/Glass ), Barbora Horakova (Bella Dormente nel Bosco/Respighi), David Marton (Damnation de Faust/Berlioz), les chorégraphes Thierry Thieu-Niang, Dominique Hervieu, Anthony Egéa, le compositeur électronique Franck2Louise, les artistes Jane Birkin, Iggy Pop, Oxmo Puccino... Il apparait[pertinence contestée] dans le film documentaire Jane par Charlotte, sorti en 2022 et réalisé par Charlotte Gainsbourg.

### Compositeur et auteur
Parallèlement à son activité de chef d'orchestre, Philippe Forget s’engage, dès 1998, dans un travail de compositeur lorsque le Studio-Bastille de l’Opéra de Paris  lui propose de programmer durant deux saisons son premier cycle de mélodies pour voix et piano, De Lumière et d’Eau, dans le cadre de la saison jeune public par la soprano Gaële Le Roi et la pianiste Catherine Cournot.
Sa prédilection pour le chant et les univers de la poésie l’amènent à composer un grand nombre d’ouvrages destinés à la voix : Sonnets d'après Michelangelo, Specchio/Miroirs sur des poèmes de Louise Labé et Gaspara Stampa, Complies sur un poème de Henry Bauchau, Mélodies d’après Émile Verhaeren, Louise d’après Louise Michel.
Il est en résidence à l'Abbaye de La Prée de 2001 à 2002. [pertinence contestée]
2009 est l’année de la création de Awatsihu, premier ouvrage lyrique et scénique, écrit à la demande des Solistes de Lyon-Bernard Tétu, dédié au jeune public et dont la scénographie est signée par Étienne Yver.
Ses pièces sont jouées à l'Opéra national de Lyon, l'Opéra de Limoges, Orphéon*La Compagnie Vocale, l'Ensemble Tetraktys, le Chœur Emelthée, les Solistes de Lyon et sont jouées tant en France qu'ailleurs : États-Unis, Grande-Bretagne, Grèce, Brésil, Liban, Autriche, Portugal...[réf. nécessaire]
Les pièces et les textes de Philippe Forget sont édités auprès des Éditions Musicales Rubin-Robert Martin[source insuffisante], et des Éditions Dergham.  
Les Pense-Bêtes  ont été édités par Opéra de Limoges en 2022 avec musiques et textes de Philippe Forget, la coordination artistique : Claire Boisteau / Valérie Lagarde Edition, avec la participation d’OperaKids, Un chant, Une Chance !, du Chœur de l’Opéra de Limoges et de musiciens solistes de l’Orchestre.
Il a été le directeur musical de l'Ensemble Orphéon*La Compagnie Vocale et directeur artistique du Festival Labeaume-en-Musiques, jusqu'en 2023 à sa dissolution.  

### Distinction
- Chevalier dans l'Ordre des Arts et des Lettres (2021)[17].
- En 2009, il est lauréat de la Fondation Beaumarchais[8] pour l'écriture du livret de l'opéra de chambre Awatsihu. [2]
- En 2004, il obtient le Deuxième Prix du Concours International New Music for Keyboard, Edinburgh. [11]
- En 2001, il est compositeur en résidence à l’Abbaye de La Prée auprès de l’association Pour que l’Esprit Vive. [10]
- Il obtient en 2000 le Deuxième Prix du Concours Composer of theYear, Ramsgate Spring Festival. [18]

## Œuvres
Il est principalement l'auteur d'œuvres vocales et scéniques. Parmi ses compositions, figurent notamment :
- Hibiscus et Palissandre, piccolo opéra pour trois voix et violoncelle, livret et musique du compositeur, créé par la Compagnie Opéra en Liberté, juin 2025 [19]
- Héllebore, Oratorio fantastique pour récitant, solistes, chœurs et orchestre, musique et livret du compositeur, créé par l’Opéra de Limoges, 2019 [20]
- On a voilé l’étoile, pastorale de Noël, pour six voix, chœur d’enfants et orchestre, musique et livret du compositeur, créé par la maîtrise et l’orchestre de l’Opéra national de Lyon 2015 ;
- Le tombeau des passions, pour seize voix, sur des poèmes de Louise Labé, créé par le chœur Emélthée, 2016.
- Awatshihu, piccolo opéra pour cinq voix et clarinettes, musique et livret, créé par François Sauzeau et Les Solistes de Lyon, 2009
- Les erreurs amoureuses, pour chœur féminin, alto et percussions, d'après Pontus de Tyard, commande d’État, 2002 ;
- Rime, pour cinq voix, quintette à cordes et piano, d'après Michelangelo, créé par l'ensemble Cybèle, 2001 ;